# Bermudas nos Jogos Olímpicos de Inverno de 2002
Bermudas participou dos Jogos Olímpicos de Inverno de 2002 em Salt Lake City, nos Estados Unidos. O país estreou nos Jogos em 1992 e em Salt Lake City fez sua 4ª apresentação, sem conquistar nenhuma medalha.